# Championnat d'Irlande de rugby à XV 2011-2012
Navigation
Ulster Bank League 2010-11 Ulster Bank League 2012-2013
Le Championnat d'Irlande de rugby à XV 2011-2012 ou Ulster Bank League 2011-2012 oppose les vingt meilleurs clubs d'Irlande répartis en deux divisions. Cette 22e édition du championnat est remporté par le club de St. Mary's College RFC, déclaré vainqueur à l'issue de la phase régulière, alors que l'UL Bohemian RFC remporte la Division 1B

## Liste des équipes en compétition
| Division 1A - Cork Constitution RFC - Old Belvedere RFC - Young Munster RFC - St. Mary's College RFC - Blackrock College RFC - Dolphin RFC - Shannon RFC - Garryowen FC - Clontarf FC - Lansdowne RFC | Division 1B - Buccaneers RFC - UL Bohemian RFC - Dungannon - UC Cork RFC - Galwegians RFC - Bruff RFC - Belfast Harlequins - Ballynahinch RFC - Ballymena RFC - University College Dublin RFC |

## Saison régulière

### Division 1A
| Cork Constitution RFC Old Belvedere RFC Young Munster RFC St. Mary's College RFC Blackrock College RFC Dolphin RFC Shannon RFC Garryowen Football Club Clontarf FC Lansdowne RFC |

| Équipe                  | Stade             | Capacité | Ville     |
| ----------------------- | ----------------- | -------- | --------- |
| Cork Constitution RFC   | Temple Hill       | 1 000    | Cork      |
| Old Belvedere RFC       | Anglesea Road     |          | Dublin    |
| Young Munster RFC       | Tom Clifford Park |          | Limerick  |
| St. Mary's College RFC  | Templeville Road  |          | Dublin    |
| Blackrock College RFC   | Stradbrook        |          | Blackrock |
| Dolphin RFC             | Musgrave Park     | 9 251    | Cork      |
| Shannon RFC             | Thomond Park      | 26 500   | Limerick  |
| Garryowen Football Club | Dooradoyle        | 1 500    | Limerick  |
| Clontarf Football Club  | Castle Avenue     |          | Dublin    |
| Lansdowne RFC           | Lansdowne Road    |          | Dublin    |

### Classement
| Rang | Club               | J  | V  | N | D  | Bo | Bd | Pm  | Pe  | Diff | Pts |
| ---- | ------------------ | -- | -- | - | -- | -- | -- | --- | --- | ---- | --- |
| 1    | St. Mary's College | 18 | 15 | 0 | 3  | 3  | 3  | 365 | 257 | +108 | 66  |
| 2    | Clontarf           | 18 | 14 | 0 | 4  | 5  | 3  | 427 | 254 | +173 | 64  |
| 3    | Young Munster      | 18 | 12 | 0 | 6  | 2  | 4  | 346 | 333 | +13  | 54  |
| 4    | Cork Constitution  | 18 | 10 | 0 | 8  | 2  | 7  | 323 | 272 | +51  | 49  |
| 5    | Lansdowne          | 18 | 9  | 0 | 9  | 6  | 6  | 450 | 370 | +80  | 48  |
| 6    | Garryowen          | 18 | 8  | 1 | 9  | 4  | 7  | 337 | 331 | +6   | 45  |
| 7    | Dolphin            | 18 | 6  | 0 | 12 | 2  | 7  | 304 | 376 | -72  | 33  |
| 8    | Shannon            | 18 | 6  | 2 | 10 | 0  | 2  | 292 | 341 | -49  | 30  |
| 9    | Old Belvedere (T)  | 18 | 4  | 1 | 13 | 1  | 10 | 309 | 382 | -73  | 29  |
| 10   | Blackrock College  | 18 | 4  | 0 | 14 | 3  | 5  | 266 | 503 | -237 | 24  |

|  | Vainqueur (no 1).        |
|  | Relégué (no 10).         |
|  | T : Tenant du titre 2011 |

### Division 1B
| Buccaneers RFC UL Bohemian RFC Dungannon RFC University College Cork RFC Galwegians RFC Bruff RFC Belfast Harlequins Ballynahinch RFC Ballymena RFC University College Dublin RFC |

| Équipe                        | Stade                 | Capacité | Ville        |
| ----------------------------- | --------------------- | -------- | ------------ |
| Buccaneers RFC                | Ericsson Park         | 10 000   | Athlone      |
| UL Bohemian RFC               | Thomond Park          | 26 500   | Limerick     |
| Dungannon RFC                 | Stevenson Park        |          | Dungannon    |
| University College Cork RFC   | Mardyke Sports Ground |          | Cork         |
| Galwegians RFC                | Crowley Park          | 2 000    | Galway       |
| Bruff RFC                     | Kilballyowen Park     |          | Bruff        |
| Belfast Harlequins            | Deramore Park         |          | Belfast      |
| Ballynahinch RFC              | Ballymacarn Park      |          | Ballynahinch |
| Ballymena RFC                 | Eaton Park            |          | Ballymena    |
| University College Dublin RFC | The Bowl              |          | Dublin       |

### Classement
| Rang | Club               | J  | V  | N | D  | Bo | Bd | Pm  | Pe  | Diff | Pts |
| ---- | ------------------ | -- | -- | - | -- | -- | -- | --- | --- | ---- | --- |
| 1    | UL Bohemian        | 18 | 12 | 0 | 6  | 4  | 5  | 348 | 252 | +96  | 57  |
| 2    | Belfast Harlequins | 18 | 12 | 0 | 6  | 5  | 3  | 399 | 344 | +55  | 56  |
| 3    | Dungannon          | 18 | 10 | 1 | 7  | 10 | 3  | 482 | 361 | +121 | 55  |
| 4    | Ballynahinch       | 18 | 9  | 2 | 7  | 3  | 5  | 340 | 313 | +27  | 48  |
| 5    | Ballymena          | 18 | 9  | 1 | 8  | 6  | 4  | 330 | 325 | +5   | 48  |
| 6    | Buccaneers         | 18 | 10 | 0 | 8  | 3  | 6  | 332 | 329 | +3   | 47¹ |
| 7    | Bruff              | 18 | 9  | 0 | 9  | 0  | 3  | 293 | 330 | -37  | 39  |
| 8    | UCD                | 18 | 7  | 2 | 9  | 3  | 3  | 354 | 409 | -55  | 38  |
| 9    | Galwegians         | 18 | 7  | 0 | 11 | 4  | 5  | 364 | 402 | -38  | 37  |
| 10   | UC Cork            | 18 | 2  | 0 | 16 | 0  | 7  | 279 | 456 | -177 | 15  |

¹Buccaneers RFC a été sanctionné de 2 points de pénalité pour avoir aligné un joueur non licencié contre Bruff RFC.
|  | Promu en Division 1A (no 1). |
|  | Relégués (no 9, no 10).      |